# Aisey-sur-Seine
Aisey-sur-Seine est une commune française située dans le canton de Châtillon-sur-Seine du département de la Côte-d'Or, en région Bourgogne-Franche-Comté.

## Géographie

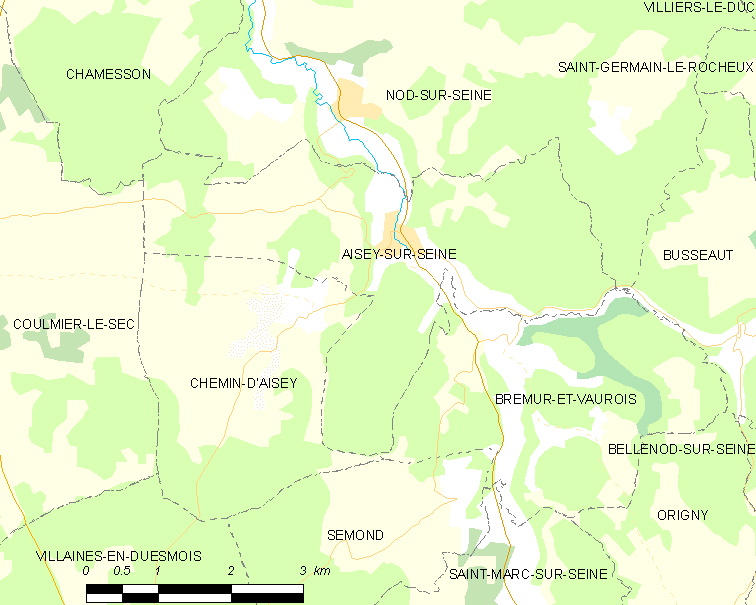

Aisey-sur-Seine s'étend sur 12,7 km2 entre 251 et 379 mètre d'altitude à 5 km au sud-est de Chamesson, plus grande ville proche.

### Hydrographie
La commune est traversée par la Seine qui y reçoit le Brévon et le ruisseau du Noin.

### Climat
Pour des articles plus généraux, voir Climat de la Bourgogne-Franche-Comté et Climat de la Côte-d'Or.
En 2010, le climat de la commune est de type climat des marges montargnardes, selon une étude du Centre national de la recherche scientifique s'appuyant sur une série de données couvrant la période 1971-2000. En 2020, Météo-France publie une typologie des climats de la France métropolitaine dans laquelle la commune est exposée à un climat océanique altéré et est dans la région climatique Lorraine, plateau de Langres, Morvan, caractérisée par un hiver rude (1,5 °C), des vents modérés et des brouillards fréquents en automne et hiver.
Pour la période 1971-2000, la température annuelle moyenne est de 9,9 °C, avec une amplitude thermique annuelle de 15,8 °C. Le cumul annuel moyen de précipitations est de 907 mm, avec 13 jours de précipitations en janvier et 8,5 jours en juillet. Pour la période 1991-2020, la température moyenne annuelle observée sur la station météorologique de Météo-France la plus proche, « Châtillon/Seine », sur la commune de Châtillon-sur-Seine à 12 km à vol d'oiseau, est de 10,8 °C et le cumul annuel moyen de précipitations est de 832,8 mm,. Pour l'avenir, les paramètres climatiques de la commune estimés pour 2050 selon différents scénarios d'émission de gaz à effet de serre sont consultables sur un site dédié publié par Météo-France en novembre 2022.

## Urbanisme

### Typologie
Au 1er janvier 2024, Aisey-sur-Seine est catégorisée commune rurale à habitat dispersé, selon la nouvelle grille communale de densité à 7 niveaux définie par l'Insee en 2022.
Elle est située hors unité urbaine. Par ailleurs la commune fait partie de l'aire d'attraction de Châtillon-sur-Seine, dont elle est une commune de la couronne,. Cette aire, qui regroupe 60 communes, est catégorisée dans les aires de moins de 50 000 habitants,.

### Occupation des sols
L'occupation des sols de la commune, telle qu'elle ressort de la base de données européenne d’occupation biophysique des sols Corine Land Cover (CLC), est marquée par l'importance des forêts et milieux semi-naturels (65 % en 2018), une proportion sensiblement équivalente à celle de 1990 (65,3 %). La répartition détaillée en 2018 est la suivante : forêts (65 %), terres arables (22,1 %), prairies (10,6 %), zones urbanisées (2 %), zones agricoles hétérogènes (0,3 %). L'évolution de l’occupation des sols de la commune et de ses infrastructures peut être observée sur les différentes représentations cartographiques du territoire : la carte de Cassini (XVIIIe siècle), la carte d'état-major (1820-1866) et les cartes ou photos aériennes de l'IGN pour la période actuelle (1950 à aujourd'hui).

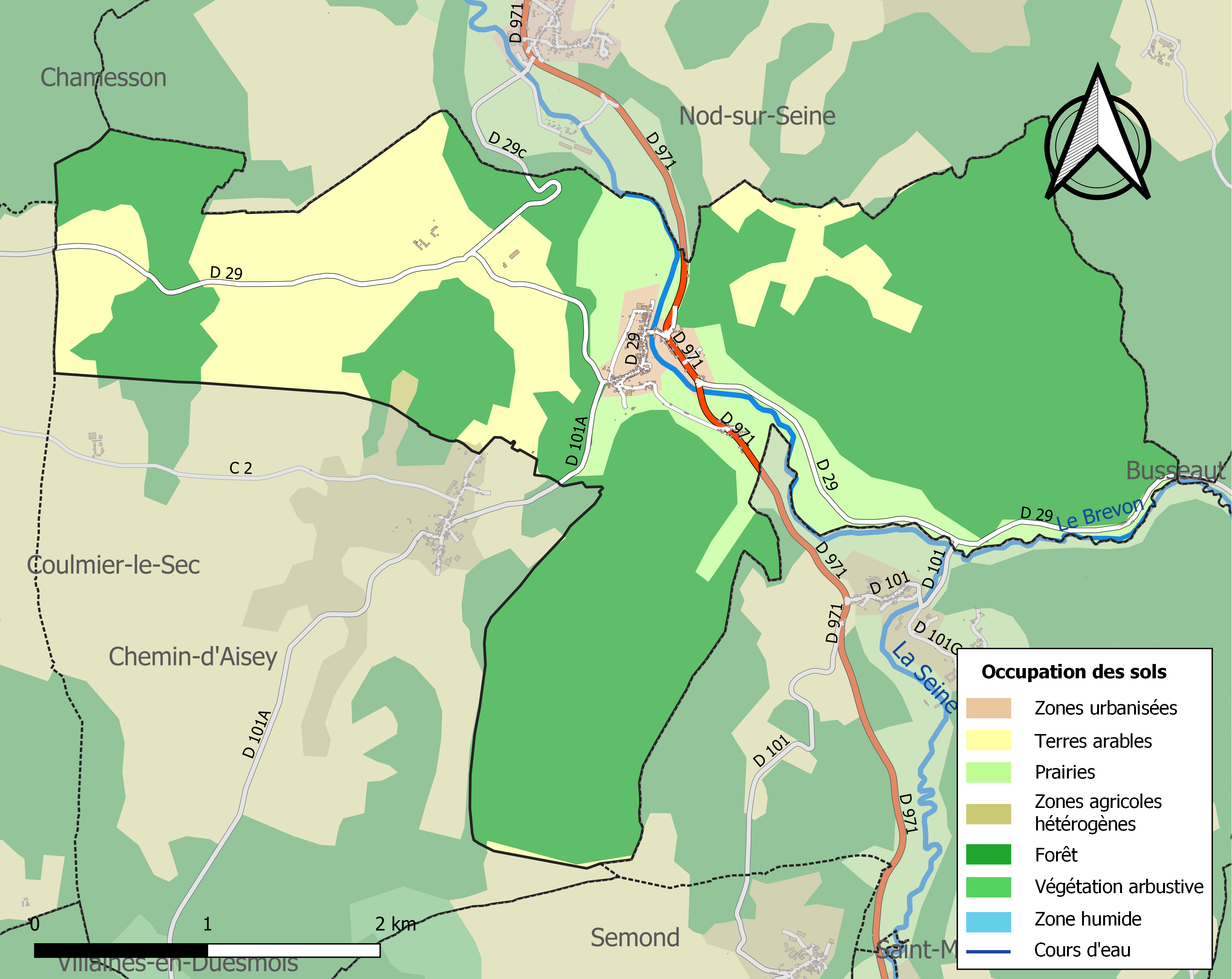
Carte des infrastructures et de l'occupation des sols de la commune en 2018 (CLC).

### Voies de communication et transports
Aisey-sur-Seine est traversée par la route départementale 971 reliant Troyes à Dijon.

## Toponymie
Anciennement Aisey-le-Duc.
Le nom de la localité est attesté sous la forme latine Aiseium entre 1133 et 1145, Aiseum en l'an 1145, Aisi en 1147.
Ce toponyme dériverait de l'anthroponyme gallo-romain Asius.
Aisey doit son nom aux ducs de Bourgogne, qui y possédaient un château fort et à sa position sur la Seine.

## Histoire

### Préhistoire et antiquité
La fouille d'un tumulus atteste l'occupation du site dès la période celtique et la découverte d'un sarcophage renfermant des monnaies des IIe et IIIe siècles en démontre la continuité.

### Moyen Âge
La seigneurie d'Aisey qui appartient au bailliage de la montagne revient aux ducs de Bourgogne et Hughes IV, qui réside alors au château de Villaines-en-Duesmois, octroie une charte communale aux habitants en 1237. Aisey-sur-Seine est le siège d'une seigneurie avec château ducal fortifié en 1359. Il en reste une maison forte avec un parc à gibier bien conservé. Le bourg est alors entouré de murailles percées de trois portes.

### Époque moderne

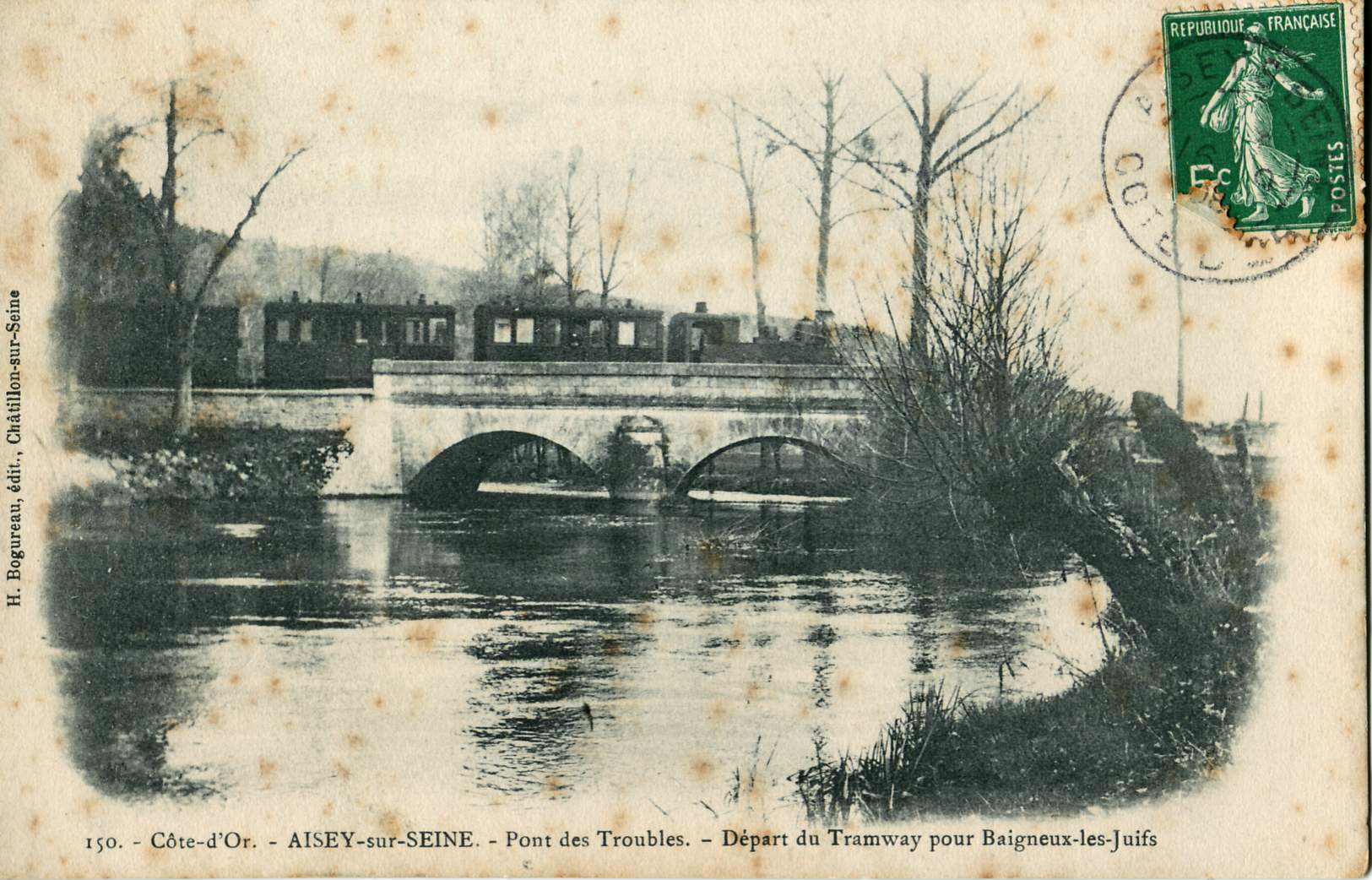
Ponts des Troubles : départ du tramway pour Baigneux-les-Juifs.

Ces murailles et le château sont détruits au XVIIIe siècle au profit d'un nouveau manoir, le château de Tavanne, construit sur la rive droite de la Seine en face du village.
À la fin du XIXe siècle, le village est desservi par la ligne de chemin de fer à voie métrique Dijon - Châtillon-sur-Seine exploitée par les Chemins de fer départementaux de la Côte-d'Or qui le relie à Châtillon-sur-Seine, Dijon et Baigneux-les-Juifs de 1891 à 1933.

## Politique et administration

### Liste des maires

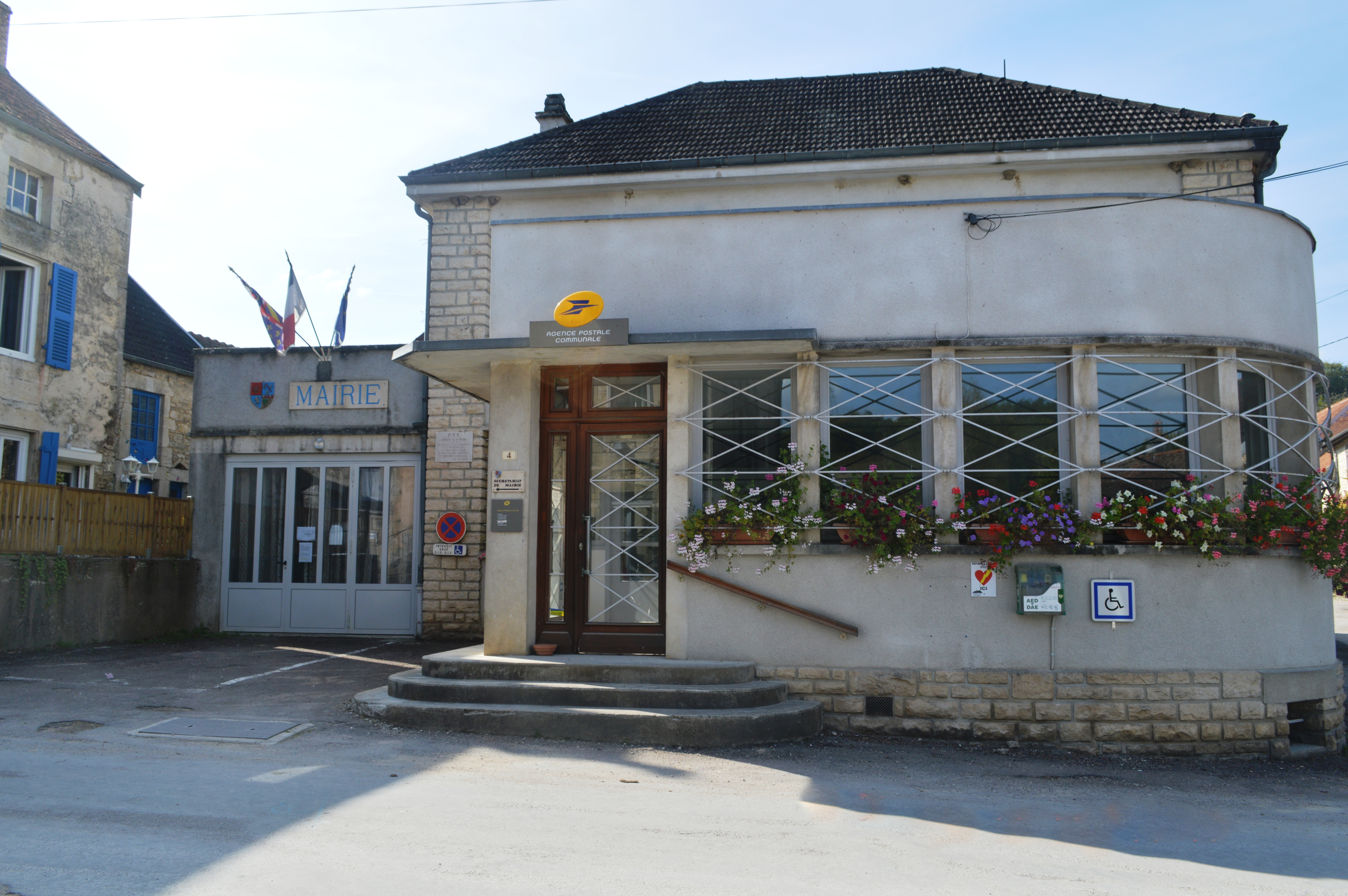
La mairie.

| Période                                  | Période  | Identité                | Étiquette | Qualité     |
| ---------------------------------------- | -------- | ----------------------- | --------- | ----------- |
| mars 1995                                | 2001     | Pierre Mars (1932-2010) | SE        | Retraité    |
| mars 2001                                | 2008     | Jean Abord-Hugon        | SE        |             |
| mars 2008                                | En cours | Gérard Eme              |           | Agriculteur |
| Les données manquantes sont à compléter. |          |                         |           |             |

## Démographie
L'évolution du nombre d'habitants est connue à travers les recensements de la population effectués dans la commune depuis 1793. Pour les communes de moins de 10 000 habitants, une enquête de recensement portant sur toute la population est réalisée tous les cinq ans, les populations de référence des années intermédiaires étant quant à elles estimées par interpolation ou extrapolation. Pour la commune, le premier recensement exhaustif entrant dans le cadre du nouveau dispositif a été réalisé en 2008.

En 2022, la commune comptait 166 habitants, en évolution de −7,26 % par rapport à 2016 (Côte-d'Or : +0,82 %, France hors Mayotte : +2,11 %).
| 1793 | 1800 | 1806 | 1821 | 1831 | 1836 | 1841 | 1846 | 1851 |
| ---- | ---- | ---- | ---- | ---- | ---- | ---- | ---- | ---- |
| 400  | 465  | 469  | 402  | 512  | 557  | 534  | 532  | 540  |

| 1856 | 1861 | 1866 | 1872 | 1876 | 1881 | 1886 | 1891 | 1896 |
| ---- | ---- | ---- | ---- | ---- | ---- | ---- | ---- | ---- |
| 527  | 515  | 451  | 450  | 449  | 433  | 406  | 391  | 404  |

| 1901 | 1906 | 1911 | 1921 | 1926 | 1931 | 1936 | 1946 | 1954 |
| ---- | ---- | ---- | ---- | ---- | ---- | ---- | ---- | ---- |
| 420  | 416  | 390  | 338  | 324  | 302  | 319  | 294  | 289  |

| 1962 | 1968 | 1975 | 1982 | 1990 | 1999 | 2006 | 2008 | 2013 |
| ---- | ---- | ---- | ---- | ---- | ---- | ---- | ---- | ---- |
| 252  | 219  | 150  | 147  | 172  | 196  | 215  | 220  | 185  |

| 2018 | 2022 | - | - | - | - | - | - | - |
| ---- | ---- | - | - | - | - | - | - | - |
| 173  | 166  | - | - | - | - | - | - | - |

## Culture locale et patrimoine

### Lieux et monuments
- Un moulin à eau.
- Deux ponts sur la Seine.
- L'église Saint-Genest construite à l'emplacement de l'ancienne église fondée par l'abbaye de Flavigny et rasée en janvier 1878[23].
- Le château de Tavannes[24]  Inscrit MH (1988)[25].
- Le lavoir.

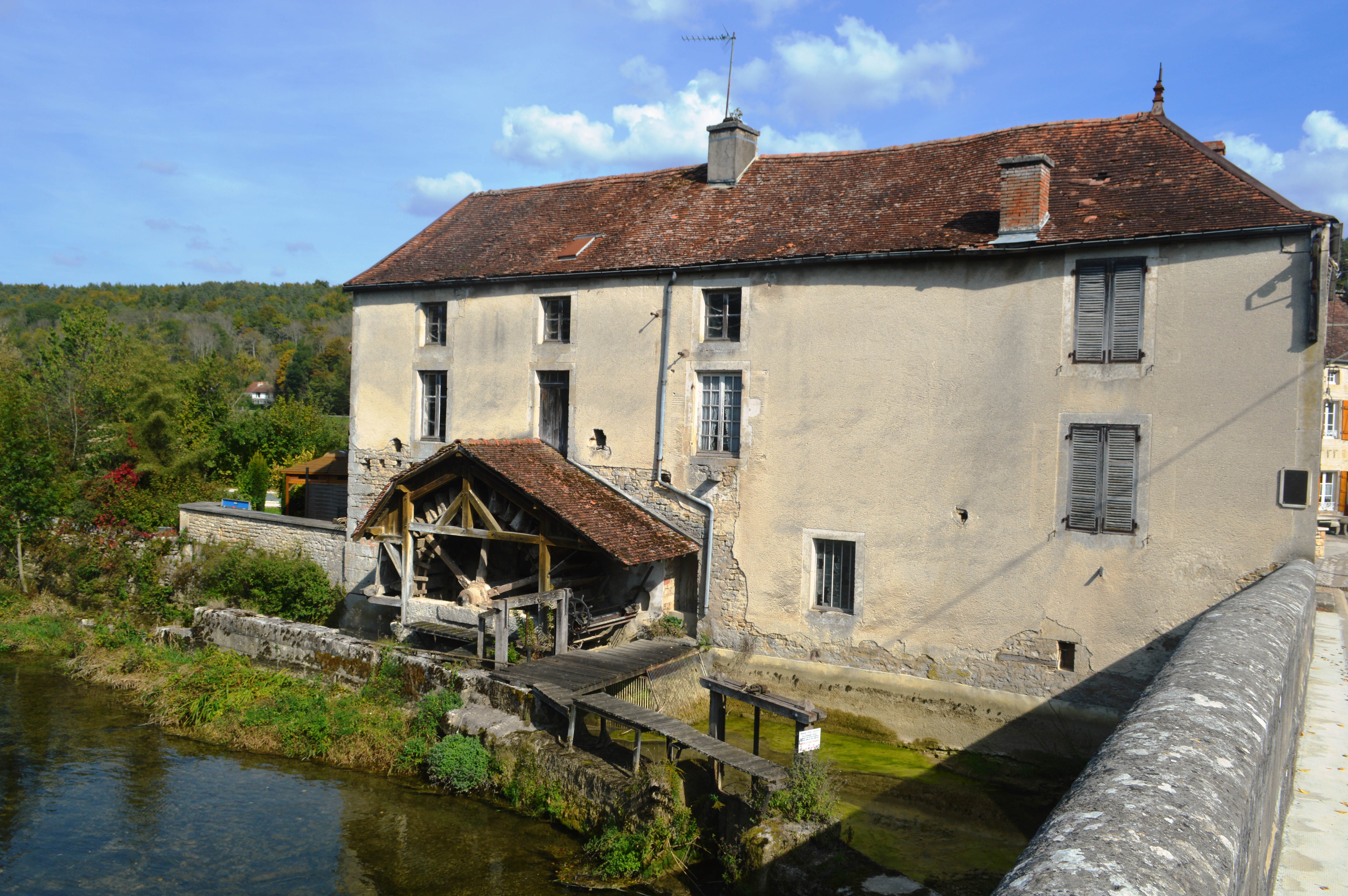
Le moulin.
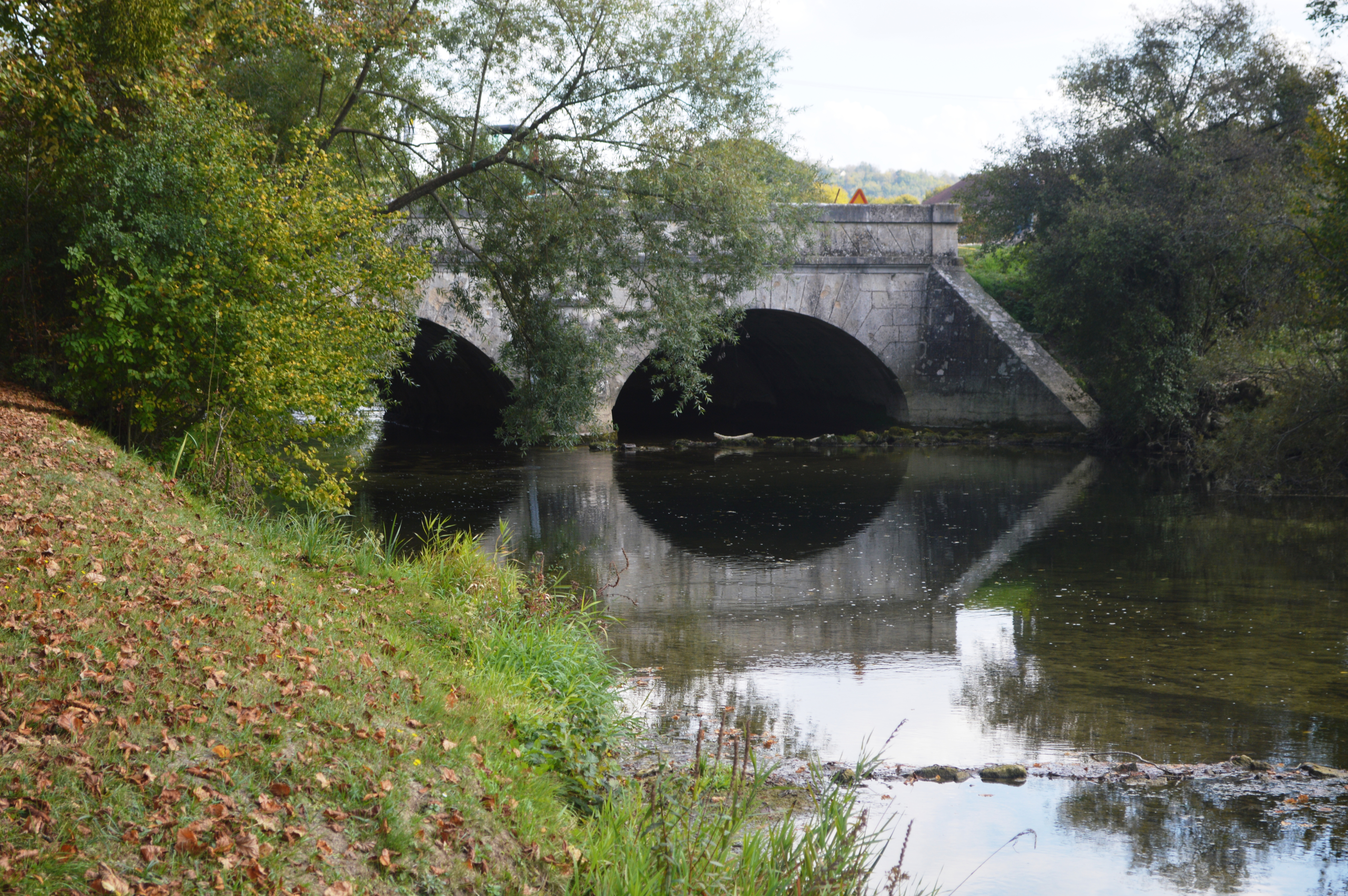
Le pont des Troubles.
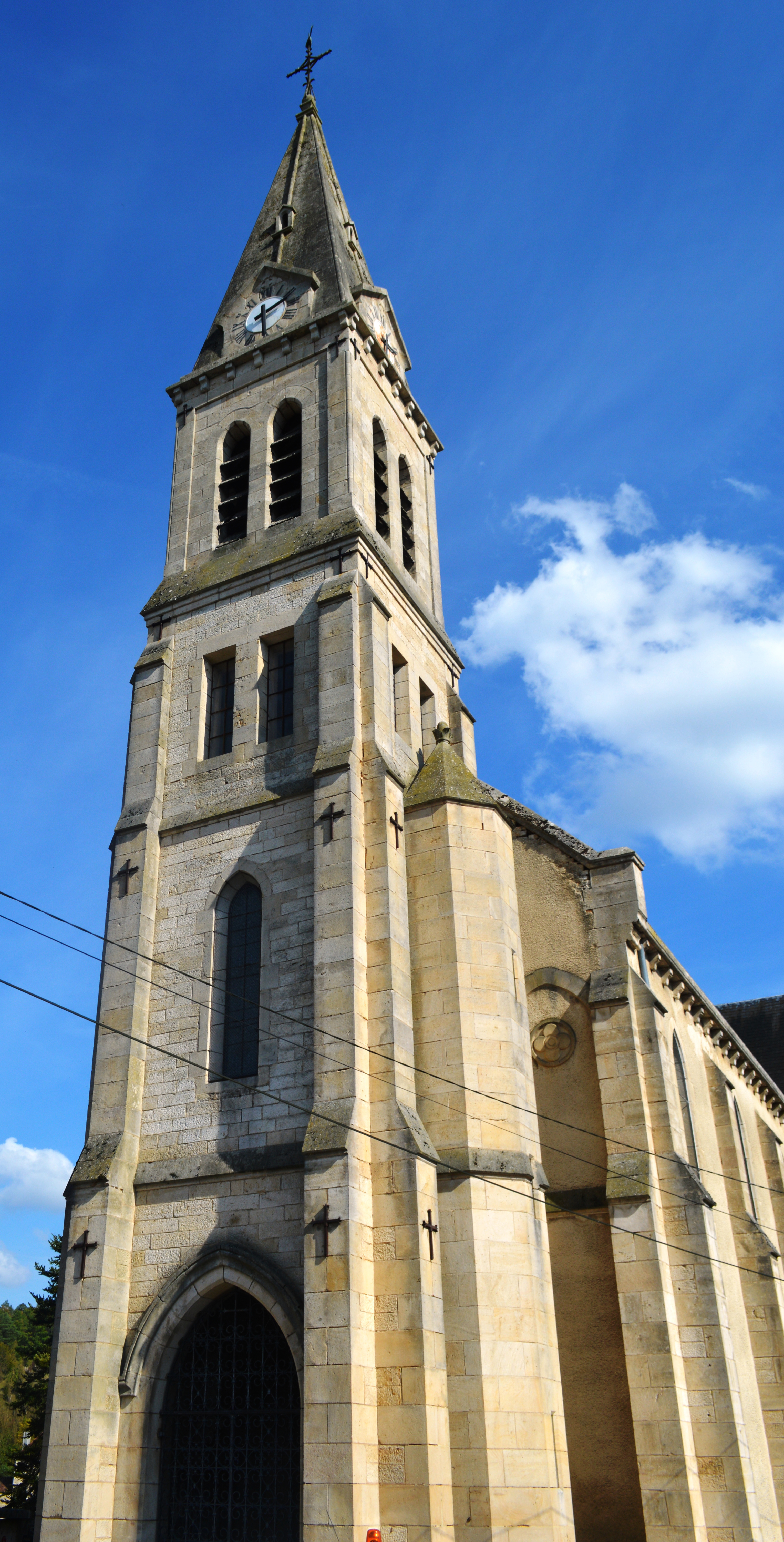
L’église.
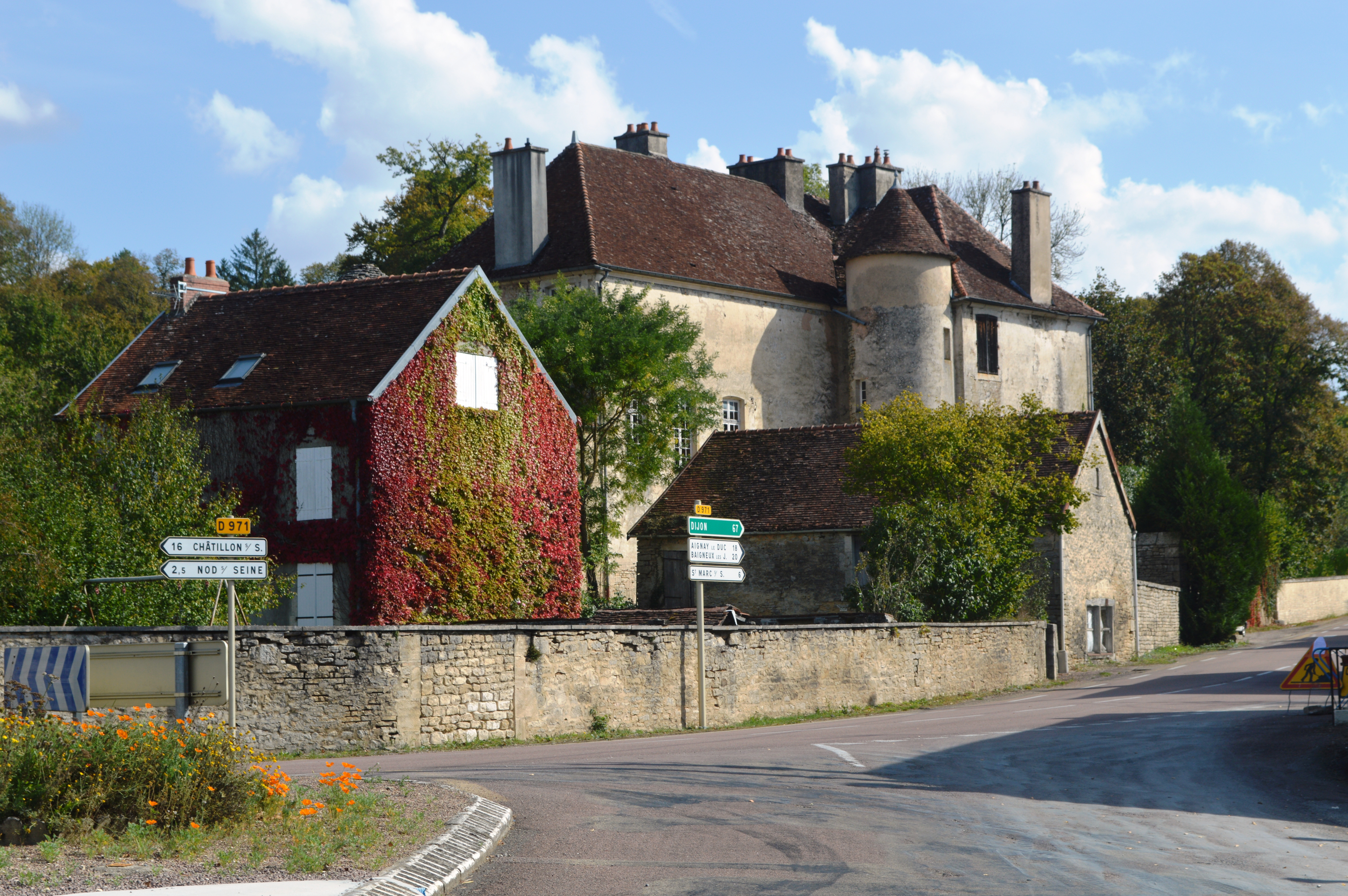
Le château de Tavannes..
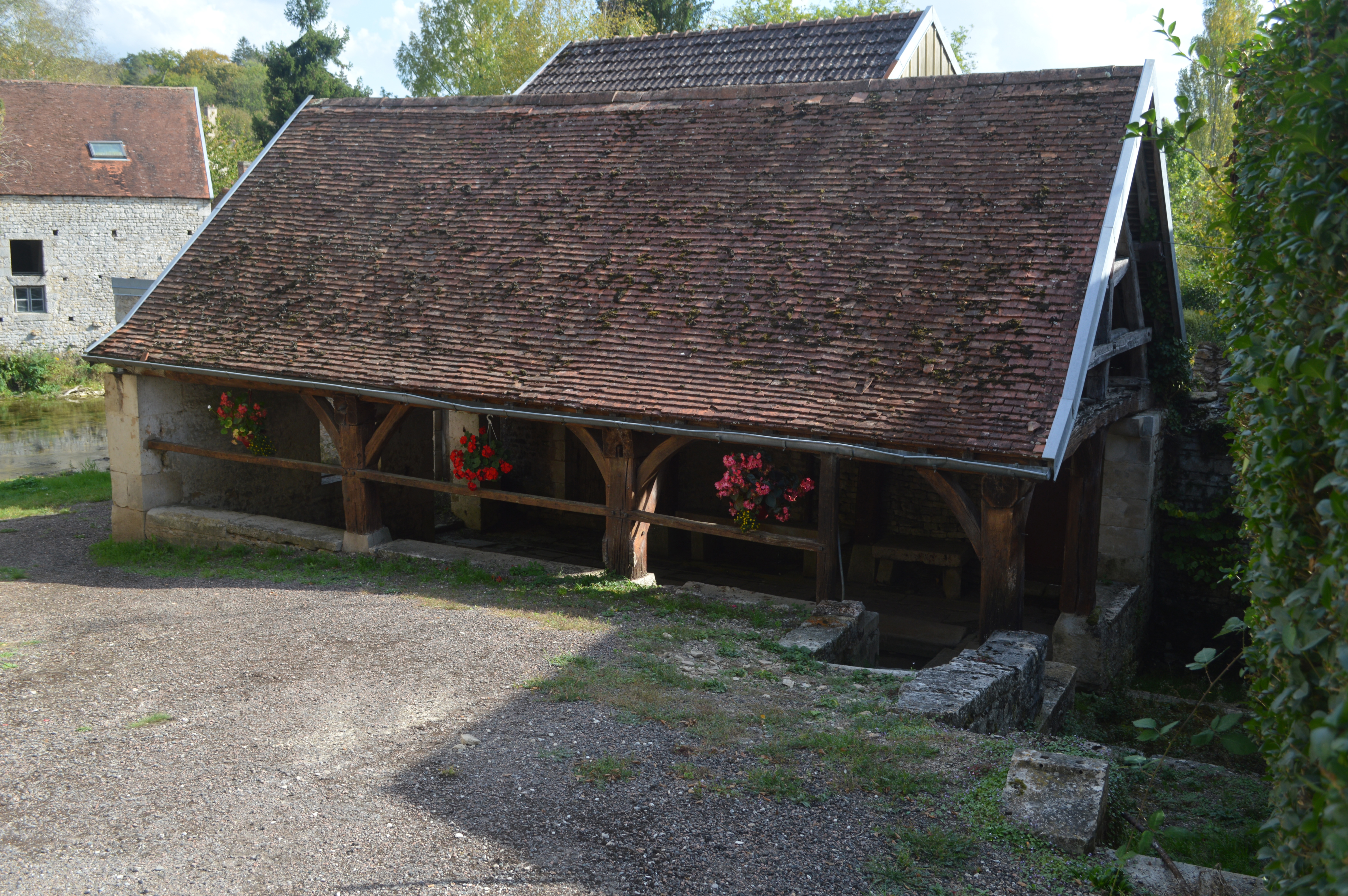
Le lavoir.

- Vestiges du château fort des ducs de Bourgogne construit probablement au XIIe siècle et démantelé vers 1700. Seule la base de la tour nord-est est encore visible[26] ;
- À la sortie ouest en direction de Coulmier-le-Sec sur la D 29, le château du Bon Espoir (privé) et son abreuvoir monumental en bordure de route.

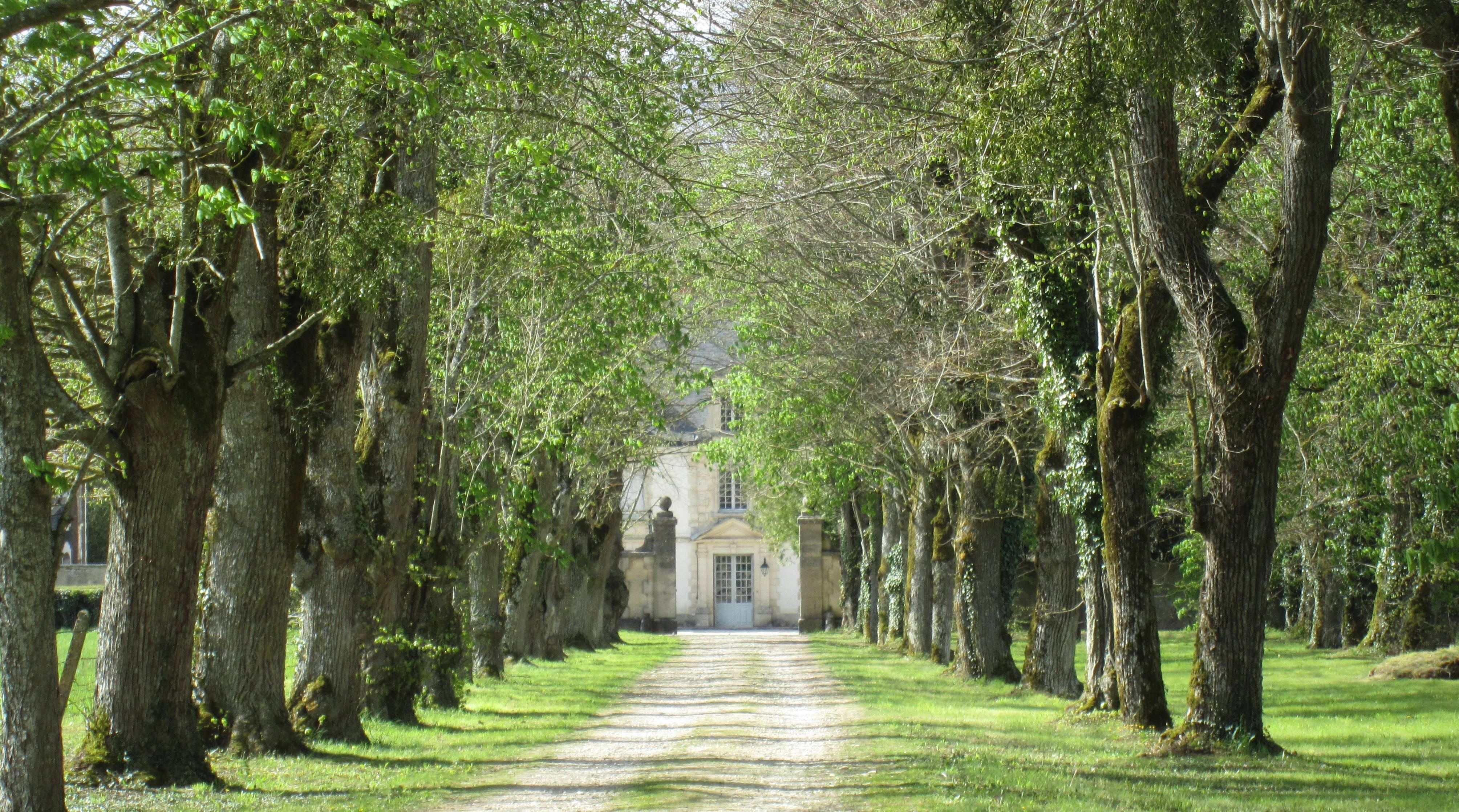
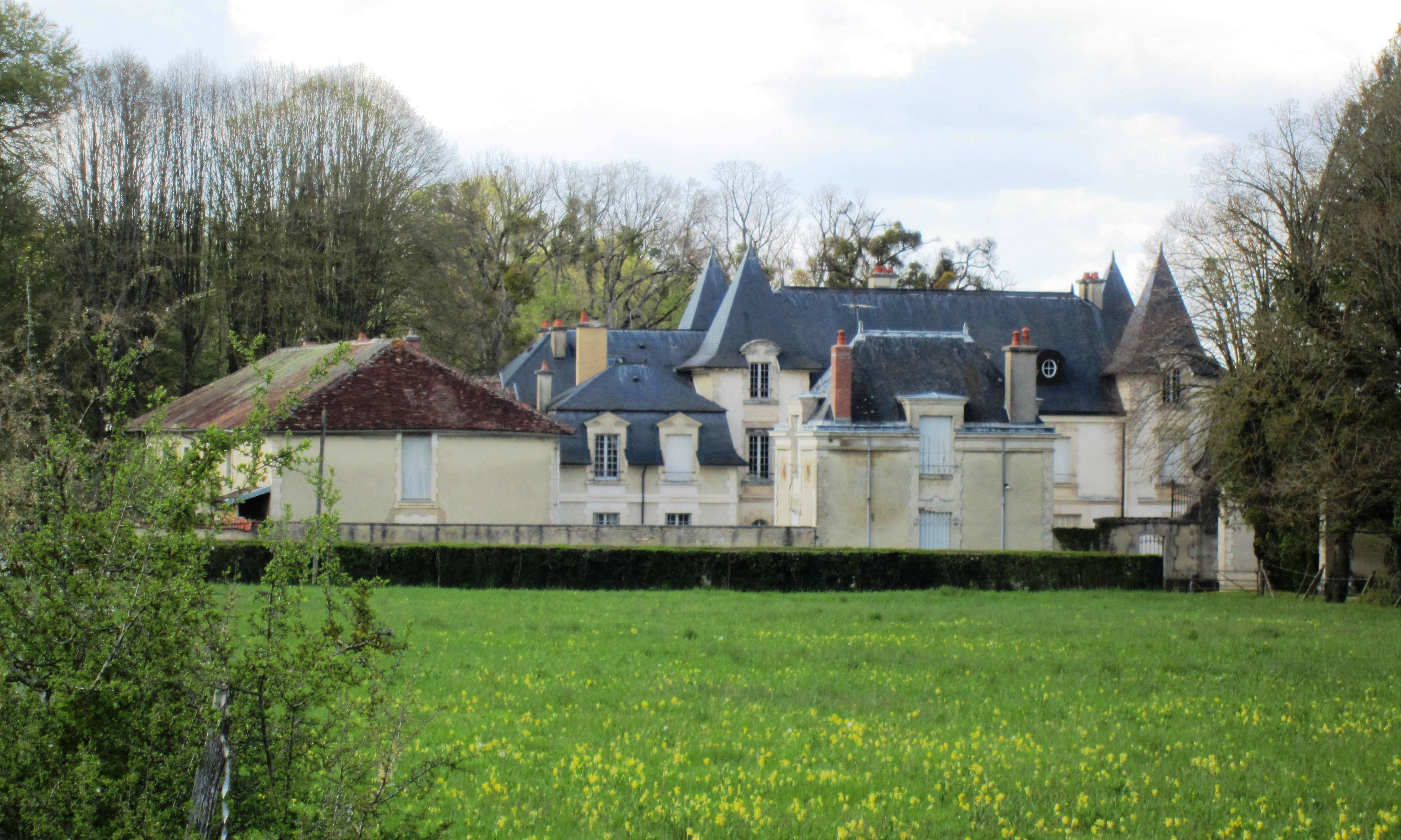
Le chateau du Bon Espoir.
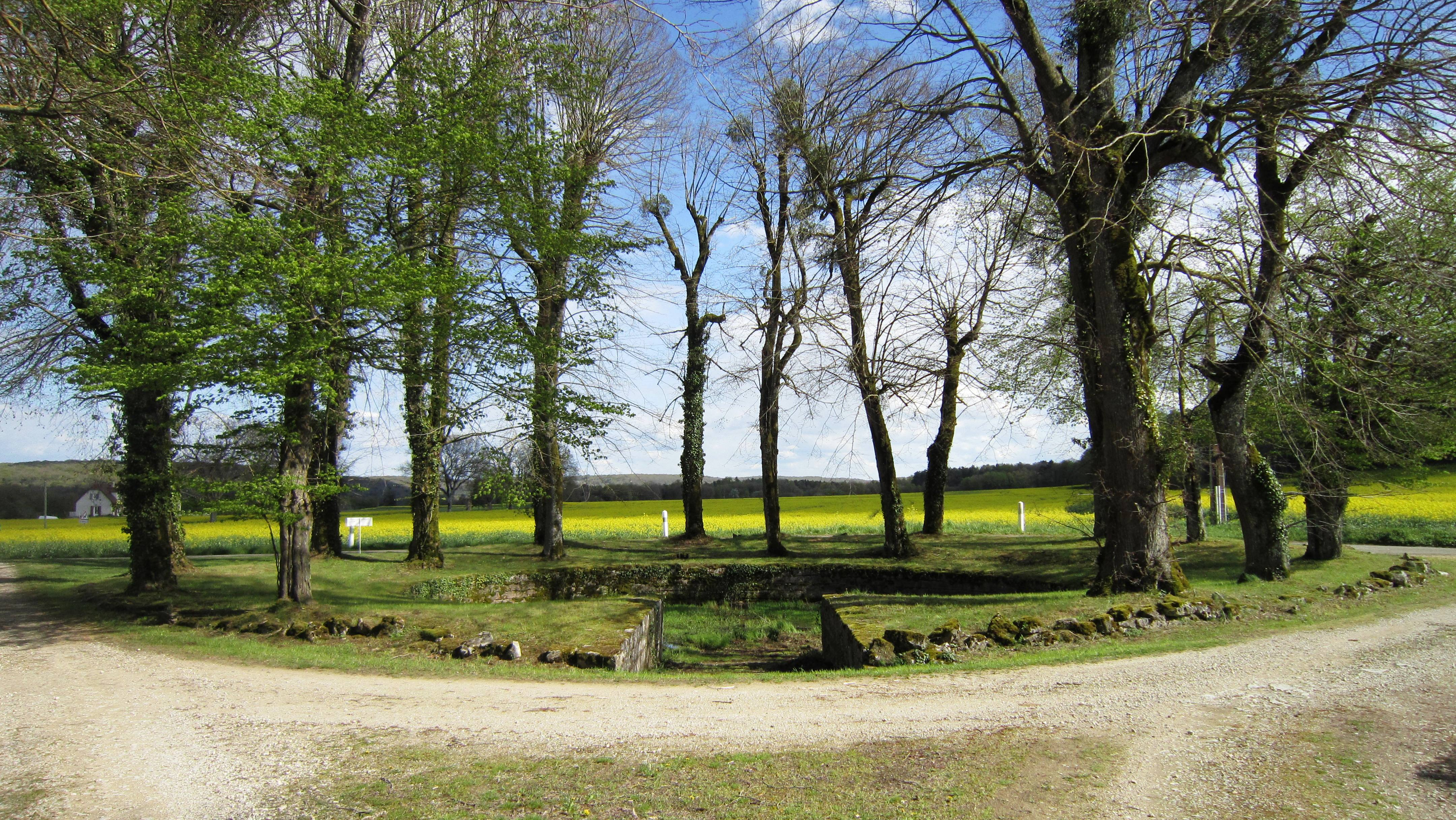

### Héraldique
| Blason de Aisey-sur-Seine | Blason  | Écartelé : au 1er de gueules à l'étai alésé et à la vergette alésée brochante, le tout d'or, au 2e d'azur à trois fleurs de lis d'or, au bâton de gueules péri en bande, au 3e d'azur au lion d'or, au 4e d'or à l'arbre de sinople et au chef de gueules chargé d'une étoile d'or accostée de deux besants du même. |
| Blason de Aisey-sur-Seine | Détails | Le statut officiel du blason reste à déterminer. |